# Neumurnthal
Neumurnthal ist ein Ortsteil der Stadt Neunburg vorm Wald im Landkreis Schwandorf in Bayern.

## Geographie
Neumurnthal liegt ungefähr vier Kilometer nordöstlich von Neunburg vorm Wald im Murntal, einem Durchbruchstal der Schwarzach, das sich an die Eixendorftalsperre anschließt. Die Schwarzach durchbricht hier den Granitriegel, der das tertiäre Becken um Rötz von der Neunburger Talmulde trennt.

## Geschichte
Der Name Moornthal, später dann Murnthal, kommt vom sumpfigen, moorigen Talgrund, in dem die Siedlung liegt.
Am 31. Dezember 1990 hatte Neumurnthal neun Einwohner und gehörte zur Pfarrei Neunburg vorm Wald.

## Tourismus
An Neumurnthal führt auf der Trasse der ehemaligen Bahnstrecke Bodenwöhr–Rötz der Schwarzachtal-Radweg (Sz) vorbei. Diese wichtige Hauptroute im Bayernnetz für Radler verbindet Tschechien mit Schwarzenfeld und dem Naabtalradweg (Na).